# Oruscatus opalescens
Oruscatus opalescens là một loài bọ cánh cứng trong họ Bọ hung (Scarabaeidae).